# イスラエルの失われた10支族

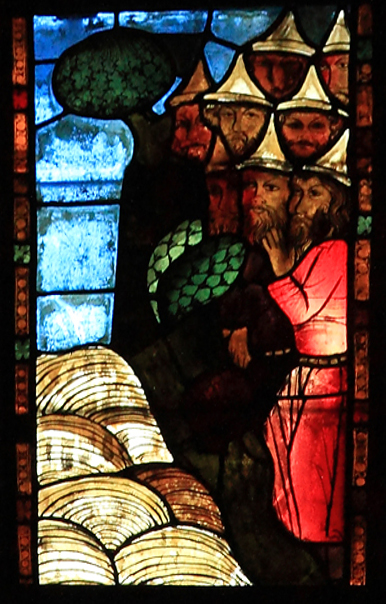
フランクフルト・アン・デア・オーダーの14世紀の聖マリヤ教会のクワイヤに示された赤いユダヤ人。サンベーション川の川岸に集まっている図。

イスラエルの失われた十部族（イスラエルのうしなわれたじゅうぶぞく、英: Ten Lost Tribes）とは、旧約聖書に記されたイスラエルの12部族のうち、行方が知られていない十部族（ルベン族、シメオン族、ダン族、ナフタリ族、ガド族、アシェル族、イッサカル族、ゼブルン族、マナセ族、エフライム族）を指す。

## 古代イスラエルの歴史
『聖書』によると、族長アブラハム（紀元前17世紀？）がメソポタミアのウルの地からカナンの地を目指して出発したことによりイスラエルの歴史がはじまる。孫のヤコブ（ヤアコブ）の時代にエジプトに移住するが、子孫はやがてエジプト人の奴隷となる。奴隷の時代が400年程続いた後にモーセ（モーゼ）が諸部族をエジプトから連れ出し（紀元前13世紀？）、シナイ半島を40年間放浪し定住を始めた。200年程かけて一帯を征服して行く。
ダビデ王（紀元前1004年?‐紀元前965年?）の時代に統一イスラエル王国として12部族がひとつにされる。次のソロモン王（紀元前965年?‐紀元前930年?）は、安定した政治基盤を背景に強権的となり、『列王記』や『歴代誌』によると彼の代で厳しい苦役や重いくびきが強いられたとされる。ソロモンの死後、息子のレハブアムが王位についたとき、民はそれらの軽減を訴えたところレハブアムは断り、さらに厳しくすると答えたため北部の部族は離反し、エジプトに追放されていたソロモンの家来ヤロブアムを呼び戻して王とし、元の王国名を引き継いだ北王国（イスラエル）を立て、シェケムを再興して都とした。都は後にシェケムからティルツァ、サマリアと移り変わった。
これによってイスラエルは北王国と、王を輩出してきたユダ族ならびにダビデの王権樹立に協力したベニヤミン族の南王国（ユダ王国）に分裂した。北王国では南中部のベテルと最北部のダンに、金の子牛の像をおいて王国の祭祀の拠り所としていたとされる。これは子牛を崇拝したのではなくエロヒム（ヤハウェ）の台座として置かれたものであるとされる。一方、南のユダ王国の都は旧王国の都だったエルサレムにあった。
当時のイスラエル民族は、現在のユダヤ人のような一神教的宗教を奉じていなかった。ソロモン王も特に晩年になるほど、『列王記上』11：4-8 にあるアスタルテ、ミルコム、ケモシュ、モロクなどへの信仰を顕わにしたとされている（ただし、列王記にはダビデは熱心な一神教崇拝だったとある）。学問的には北王国のエロヒム信仰のみならず、エルサレムのヤハウェ信仰も多神教の一種（拝一神教、単一神教）だったと考えられている。
北王国は紀元前722年に同じセム語系民族であるアッシリアにより滅ぼされ、10部族のうち指導者層は虜囚としてアッシリアに連行された（アッシリア捕囚）。サルゴン王の碑文によると虜囚の数は2万7290人で、北王国滅亡直前の段階の北王国の全人口の約20分の1程度と推定されているが、その行方が文書に残されていないため、南王国の二部族によって「失われた十部族」と呼ばれた。広義には捕囚とならなかった北王国の住民を含んでいう場合がある。
捕囚とならなかった旧北王国の住民は、統制を失って他の周辺諸民族の中に埋没し、次第に十部族としてのアイデンティティを失ったといわれ、周辺の異民族や、アッシリアによって他地域から逆に旧北王国に強制移住させられてきた異民族と通婚し混血することもあった。サマリアにはゲリジム山を中心に、後世に独自に発達したユダヤ教と一部の祭祀を同じくする古来の信仰が残存し、サマリア人としてユダヤ人と異なる文化とアイデンティティーを保ち続け、現在に至っている。
南王国のユダは、紀元前586年にセム語系民族の新バビロニアに滅ぼされた。指導者層はバビロンなどへ連行され虜囚となったが（バビロン捕囚）、宗教的な繋がりを強め、失ったエルサレムの町と神殿の代わりに律法を心のよりどころとし、宗教的・文化的なアイデンティティを確保するために異民族との通婚を嫌う声も強くなり、異民族と結婚したものをユダヤ人のコミュニティから排除する排他的な純血至上主義が信奉されるようになった。
彼らは新バビロニアを滅ぼしたイラン語系民族のアケメネス朝ペルシアによって解放され、イスラエルに帰還した。解放後、ユダヤ人と解放者であるペルシア帝国は良好な関係を継続し、エルサレム神殿も復興された。ペルシア人はその支配下にあるすべての民族の宗教を平等に扱ったため、同様の恩恵はサマリア人も受けていたと考えられるが、ユダヤ人はその純血主義によってサマリヤ人を異民族との混血と蔑み、北王国の末裔と認めず、祭祀を異にする点からも異教徒として扱う等、南北両王国時代の対立を民族的偏見として引き継ぐ形となった。
ペルシア帝国がアレクサンダー大王によって滅ぼされ、ヘレニズム時代が開幕すると、ユダヤ人はアレクサンダー大王やその後継者であるギリシア人政権と激しく対立していった様子が旧約聖書外典等にみえる。バビロン捕囚時代・ペルシア時代・ヘレニズム時代の3つの時代を通じて、ユダヤ民族としての独自性を保つための基礎が作られ、宗教としてのユダヤ教が確立した。
ハスモン朝の時代にかけてはローマと同盟を結んだこともあり、ユダ王国の領土は拡大し、エドム地方なども含まれるようになり、制圧地域のエドム人もユダヤ教の布教が行われてユダヤ人に同化され、後にそこからヘロデ大王がユダヤの王の座に就くほどまでになったが、彼の死後王位の後継者が定まらず、一度は息子達によって分割統治するも、サマリア・ユダヤ・イドメア地区では領主のヘロデ・アルケオラスが統治を失敗しローマ帝国の直轄支配によるユダヤ属州が置かれた。「ユダヤ」の名はユダ（綴りは英語などではJudaだがラテン語ではIuda）にラテン語の地名としての語尾変化「ea」がつき「ユダエア（Iudaea）」となったもの、同様に「エドム（Edom）→イドメア（Edomea）」となった。
研究者のなかには、2世紀初頭のバル・コクバの乱でローマ帝国によってパレスチナからユダヤ色が一掃された後も、サマリヤ人の大部分とユダヤ人の一部はこの地に残り、のちにイスラム教に改宗し、現在のパレスチナ人の遠祖となったと指摘するものがある。一方、いわゆるシオニズムを支持する学者の一部は、こうした指摘を否定している。ユダヤ人はのちに商人的な性格を強くし、商業を営みつつ世界に広がっていくことになる。

## 元祖古代イスラエル十二部族
イスラエルの12部族に参照。
1. ルベン族
2. シメオン族
3. レビ族
4. ユダ族
5. ダン族
6. ナフタリ族
7. ガド族
8. アシェル族
9. イッサカル族
10. ゼブルン族
11. ヨセフ族
  1. マナセ族
  2. エフライム族
12. ベニヤミン族

『聖書』の記述では、イスラエル12部族とは、以下のヤコブの妻子や孫らを祖とする部族のことである。
- 母：レア（ラバンの娘）から生まれた6子
  - 長男ルベンの末裔 ルベン族
  - 次男シメオンの末裔 シメオン族
  - 三男レビの末裔レビ族
  - 四男ユダの末裔ユダ族
  - 五男イサカルの末裔 イッサカル族
  - 六男ゼブルンの末裔 ゼブルン族
- 母：ジルパ（レアの下女）から生まれた2庶子
  - 兄ガドの末裔 ガド族
  - 弟アセルの末裔 アセル族
- 母：ラケル（レアの妹）から生まれた2子とその孫
  - ヨセフ

ヨセフを父、アセテナ（エジプトの祭司ポティ・フェラの娘）を母とした2子（ヤコブの孫）
- 兄マナセの末裔 マナセ族
- 弟エフライムの末裔 エフライム族

- ベニヤミン の末裔 ベニヤミン族

- 母：ビルハ（ラケルの下女）から生まれた2庶子
  - 兄ダンの末裔 ダン族
  - 弟ナフタリの末裔 ナフタリ族

以上を合計すると13部族となってしまうが、これについては特に対処せず13部族すべてを数え上げる場合 と、切れの良い12に直すため以下の4通りの処理の仕方がある。
レビ族を数えない場合
一番よく見られる方法で、民数記冒頭の人口調査でも「イスラエルの各部族の長12人（＝部族数は12）は人口調査をした」とした後に「レビ人は調べられなかった」とあり、「各部族」にレビ族が入っていないと分かる。
ヤハウェに仕える祭司職であるレビ族については領土が無く各地に分散して暮らしていたため、これを数えず他の部族で12とする。
マナセ族とエフライム族をまとめて「ヨセフ族」と数える場合
例として申命記のゲリジム・エバルの両山に祝福と呪いをする際にそれぞれの担当の部族名が列挙されているが、エフライムもマナセも呼ばれずヨセフの名が呼ばれている。
両族はヨシュア記でも「ヨセフの家」とまとめて呼ばれるなど、結びつきが強いものとされた。
なお、後述のヨハネの黙示録ではエフライム族の事をヨセフ族と呼んでいる（マナセ族の名前は別に出てくる）。
シメオン族を数えない場合
申命記最後の各部族へのモーゼの祝福でシメオン族が名前を呼ばれていない。
シメオン族は領土自体はあったがユダ族の中で飛び地状態で、次第にユダ族に吸収され 早いうちに消滅したため、これを数えずにレビを入れて12とした。
ダン族を数えない場合
ヨハネの黙示録に見られるもので、「イスラエルの子らのすべての部族」として列挙される中にダン族の名前がない。
理由ははっきりしないが、現在は偽典とされている『十二族長の遺訓』にダン族は反キリストを生むものとされていたためという説がある。

## 古代イスラエルの失われた十部族
- ルベン族
- シメオン族
- ダン族
- ナフタリ族
- ガド族
- アシェル族
- イッサカル族
- ゼブルン族
- ヨセフ族
  - エフライム族
  - マナセ族

失われた十部族とは、古代イスラエル十ニ部族のうちユダヤ民族の直系の祖のユダ族・ベニヤミン族・レビ族 を除いたものをいう。南王国ユダのニ部族とはユダ族・ベニヤミン族で、これにレビ族を加えた三部族がユダヤ民族の直系の祖となったとされる。実際には南王国にはニ部族でなく三部族が存在したわけだが、上記の通りレビ族は数えないのが慣例であるため「ニ部族」と呼び習わしている。
ただし『歴代誌』によるとバビロン捕囚から帰還の時点でエフライムやマナッセの各部族は残存しており、エルサレムに住み着いたという。彼らの系譜は書かれていないが、同書の下巻にユダがアサ王統治下の頃、「ユダとベニヤミンのすべて、および彼らとともに住んでいたエフライムとマナセとシメオンの人々」というくだりがあるので、この頃にはすでにユダに上記のニ部族とシメオン族もいたということになる。 なお、バビロン捕囚から帰還後は、多数派のユダ族と祭司としての役目を任されたレビ族以外は各部族としてのアイデンティティを失い、ユダ族に同化されたらしく、これ以後は「ユダヤ人」、「レビ人」という言い方は残っているが他の部族の呼称が出てこなくなる。
なお、『列王記』では南北分裂のきっかけになったとされる預言者アヒヤの「あなた（ヤロブアム）に10部族を与えよう。彼は（中略）1つの部族をもつであろう。」「その十部族をあなた（ヤロブアム）に与える。その子には一つの部族を与えて」という説明や、同書の第12章第20行でも「ユダの部族のほかはダビデの家に従う者がなかった」という説明のくだりから、そもそも分裂は「10と2」ではなく「10と1」であったことが分かる。

## 失われた十部族の行方
ラビ文献によれば、失われた十部族はアッシリアの王シャルマネセル5世により、サンベーション川(ヘブライ語: סמבטיון ) の岸辺まで追放された。ここで他のユダヤ人と切り離され、赤いユダヤ人になったと言われている。サンベーション川は安息日にしか水が流れない川とされており場所は明確ではないが、シリアのハブール川であるという説がある。
以下に挙げる4説は伝承または仮説として立てられたもののうち、イスラエル政府によって比較的有望とされた説であるが必ずしも十部族だけを問題とした説ではない。また、いずれも通説には至っていない。
- 一部はアフガニスタンに。パシュトゥーン人には、ヨセフ族（エフライム族＋マナセ族）の末裔という伝承をもつ部族がいる。十部族はメディア（今のイラン）を経由して東に逃れたという説があり、その地はスキタイ人と同系のサカ族または月氏族が居住し、現在のアフガニスタンの一部を含むものであった[25]。
- 一部はエチオピアに。イエメンを経由して、ヨセフ族（マナセ族、エフライム族）がアフリカに入ったもの。イスラエル建国後にエチオピアから相当数が移住したが、それ以前には多くのユダヤ人が居住していた[26]。「詳細はベタ・イスラエル参照」
- 一部は中国に。宋代まで開封にはユダヤ人の街が存在した。また中国の回族のうち、かなりの部分が古代ユダヤ人の末裔が改宗したものではないかという説もあるが、説の域を出ない（開封のユダヤ人参照)。

以下に挙げる説は学術的な検証という意味では上記の説以上に問題があるとされるが参考までに列挙する。
- 一部はインドのカシミール地方に。カシミール地方にキリストの墓[27] とモーセの墓と言われるものがある。
- 一部はインド東部に。マナセ族の末裔と称する「ブネイ・メナシェ」という人々がいる[28]。
- 一部はミャンマーに。
- 一部は朝鮮[29] に。
- 一部は日本に。朝廷に協力するなど国造りに大きく貢献した物部氏、倭漢氏、秦氏などが古代イスラエル人の失われた十部族の一つではないかという説。一時は国際的にも有名だった説である[30]。失われた十部族のうち、第九族エフライム族、または第五族ガド族の数人が日本に移住したという説がある。なお、日ユ同祖論でいうユダヤ人とは、有色人種としてのユダヤ人（セファルディム）を想定したもので、当時の古代イスラエル人は有色人種であったとされ、白人ユダヤ人（ヘブライ語でドイツを意味するアシュケナジム）は八世紀頃、ハザール人のユダヤ教への改宗によってユダヤ人を名乗ったという説もある。ユダヤ人に多いY染色体ハプログループJ系遺伝子は白人にも有色人種にもみられるため、イスラエルの氏族に白人系と有色人系があったのではないかという説もある（日ユ同祖論を参照）。「日ユ同祖論」では、富山県中新川郡上市町に塩谷（しおんたん＝シオンの地）という地名が残されており、周辺住民の、顔が日本人よりも彫りが深く目が鋭い人達がそうでないかと言われている（富山県では谷を「タン」と読み、「ヤ」と読む際は「屋」の字に置き換えている。県の東部にはアイヌや朝鮮・中東の言葉も見受けられる[独自研究?]）[31]。また、かつて北海道の先住民族アイヌ人は、周囲の諸民族とは異なるヨーロッパ人的な風貌のために、古代イスラエル人の末裔だと思われていたこともあった。
- 一部はイギリスに。経緯不明のユート人はエフライム族、またはダン族であると言う説。
- 一部は新大陸（アメリカ）に。ミシシッピ文化を作った民族・マウンドビルダーはアメリカ先住民の祖先であることが明らかになっているが、19世紀にはマウンドビルダーの正体は謎であり、アメリカに渡った十部族がこれらの遺跡を築いたマウンドビルダーなのではないかとする説もあった。日ユ同祖論と同じガド族である。

## トピック
1959年、エルサレムのユダヤの丘に教会の建設が決まり、東欧系ユダヤ人のシャガールにステンドグラスの制作が依頼された。シャガールは、イスラエルの十二部族をモチーフとして、華麗で静謐なデザインを仕上げ、十二のステンドグラスへと表現した。教義で偶像は描けないため、シャガールは、さまざまな動植物や図形を用い、また、色彩の魔術師との異名を存分に発揮し、十二部族の魂を表現している。加えて、それぞれに、旧約聖書から引用された言葉が入っている。この作品は、俗に「エルサレム・ウィンドウ」と称され、シャガールの代表的作品の一つとなっている。